# Квантова піна
Квантова піна (або просторово-часова піна, або просторово-часова бульбашка) — це теоретична квантова флуктуація простору-часу в дуже малих масштабах через квантову механіку. Теорія передбачає, що в цих малих масштабах частинки матерії та антиматерії постійно створюються та знищуються. Ці субатомні об'єкти називаються віртуальними частинками. Ідея була розроблена Джоном Вілером у 1955 році.